# Saldo dochodów
Saldo dochodów (bilans procentów i dywidend) – zestawienie wpływów i wydatków z tytułu obsługi kapitału i pracy (zagranicznej w kraju i krajowej za granicą) zawarte w bilansie obrotów bieżących.
W tej części bilansu płatniczego uwzględniane są:
- dywidendy od inwestycji bezpośrednich
- odsetki od udzielanych (uzyskanych) kredytów
- zarobki uzyskane za granicą